# Az evolúciós gondolat
Az evolúciós gondolat sorozat 2000 óta jelenik meg a Typotex Elektronikus Kiadó gondozásában. Tartalmi szempontból az evolúciós gondolat legértékesebb vonulatai már évtizedek óta a természettudományoktól távol eső területeken: a filozófiától a pszichológiáig, a nyelvészetig, az irodalomtudományig nyúlnak. A sorozat szerkesztője: Kampis György. 
A sorozatban megjelent könyvek:
- Charles Darwin: A fajok eredete ISBN 978-963-9664-44-9
- Steve Jones: Darwin szelleme (A fajok eredete – mai változat) ISBN 963-9326-75-5
- E. O. Wilson: Minden egybecseng (Az emberi tudás egysége) ISBN 963-9326-74-7
- Kampis György – Mund Katalin (szerk.): Tudat és elme. A XIV. Magyar Kognitív Tudományi Konferencia előadásai ISBN 963-9548-73-1
- Fékevesztett evolúció. Megszaladási jelenségek az emberi evolúcióban; szerk. Csányi Vilmos, Miklósi Ádám; 2010
- Miklósi Ádám: A kutya viselkedése, evolúciója és kogníciója; 2010
- A művészet eredete. Kultúra, evolúció, kogníció; szerk. Horváth Márta; 2014
- Horváth Márta: A történetmondás eredete. Irodalom, evolúció, kogníció; 2020